# Cmentarz rzymskokatolicki w Perespie
Cmentarz rzymskokatolicki w Perespie – katolicka nekropolia w Perespie, utworzona w 1919 r. Użytkowana do dzisiaj.

## Historia i opis
Cmentarz został wytyczony w 1919 r. na potrzeby parafii katolickiej, w miejscu, gdzie przypuszczalnie znajdował się inny cmentarz, o czym świadczy najstarszy nagrobek z 1902 r. Nekropolia jest wciąż użytkowana. 
Na początku lat 90. XX wieku na terenie nekropolii zachowało się 8 kamiennych nagrobków sprzed 1945 r. w postaci postumentów i słupów z łacińskimi krzyżami dekorowanymi trójkątnymi i półkolistymi tympanonami, płycinowymi pilasterkami i wieńcami na krzyżach. Na terenie znaleźć można kilka żelaznych i drewnianych krzyży. 
Na cmentarzu znajdują się nagrobek z 1902 r. dekorowany kanelurami, gzymsem uskokowym i ornamentami roślinnymi; grób rodziny zamordowanej przez podziemie antykomunistyczne w 1947 r.; groby 3 członków załogi bombowca PZL.37 Łoś nr 72.102 z 217 eskadry bombowej, Jana Pawelskiego, Tadeusza Antoniego Kiełpińskiego i Tadeusza Dudka, zestrzelonych w 1939 r.
Wokół cmentarza rośnie 14 drzew, w tym 9 świerków.